# Pemikan
Pemikan (též pemmikan) je směs sušeného masa, sušeného ovoce, tuku a dalších přísad. Severoameričtí indiáni si jej vyráběli na zimu nebo na dobu, kdy se přesouvali z místa na místo. Obsahoval mnoho důležitých látek.
Pemikan se vyráběl obvykle z bizoního masa, méně často se používalo losí nebo jelení maso. Maso se nejprve usušilo a pak rozemlelo mezi kameny, poté se smísilo s jemně krájeným lojem (nejoblíbenější byl tuk z bizoních ledvin), morkem a bobulemi. Obvykle se užívaly jalovčinky, brusinky a plody muchovníku, méně často divoké třešně, kanadské borůvky a černé jeřabiny. Indiáni balili hotový pemikan do velkých balíků ze surové kůže zvaných parfleš. Pemikan vydržel v poživatelném stavu až 10 let. Z pemikanu se obvykle vařila polévka nebo ragú. V nouzi bylo možné pemikan rozsekat na kousky a žvýkat.